# Henryk Cabała
Henryk Cabała (ur. 30 czerwca 1951 w Jurkowie k. Tarnowa, zm. 2 listopada 2003 w Pruszkowie) – ksiądz pallotyn, długoletni misjonarz w Rwandzie.
Pierwszą konsekrację złożył w 1971 r. Święcenia kapłańskie przyjął w 1976 r. w Ołtarzewie.
Po święceniach odbył krótki kurs języka francuskiego w Belgii i udał się do pracy misyjnej w Rwandzie, gdzie przez dwadzieścia sześć lat pracował na licznych placówkach. Najdłużej był proboszczem w Gikondo.
W 2001 r. przybył do Polski na urlop i podreperowanie zdrowia. W tym samym roku obchodził jubileusz 25-lecia swego kapłaństwa. 
Ks. Henryk ciężko chorował. Przebywał pod opieką lekarzy ze Szpitala Kolejowego w Pruszkowie. 1 listopada 2003 został odwieziony do wspomnianego szpitala, gdzie następnego dnia o 1.00 w nocy zmarł.
Został pochowany w pallotyńskiej kwaterze na cmentarzu w Ołtarzewie.